# 赫里察伊夫卡 (斯瓦托韋區)
49°26′25″N 38°36′31″E / 49.44028°N 38.60861°E
赫里察伊夫卡（烏克蘭語：Грицаївка）是位於烏克蘭東部的村莊，由盧甘斯克州斯瓦托韋區的比洛庫拉基內市鎮負責管轄。該村始建於1600年，面積1.23平方公里，海拔高度146米，2001年人口138，人口密度每平方公里111.8人。